# Жизненно важное послание
«Жи́зненно ва́жное посла́ние» (англ. The Vital Message) — философско-эзотерический трактат сэра Артура Конан Дойля, впервые опубликованный издательством в Соединённых Штатах, компанией «Н. Duran» в Нью-Йорке в 1919 году.
Конан Дойль впервые открыто заявил о своей вере в реальность существования духа вне материи и возможности общения живых с умершими в 1916 году. После выхода в свет его первой книги на тему загробной жизни, «Новое откровение», Конан Дойль издал в 1919 году «Жизненно важное послание», в котором он делится своими мыслями о скептицизме, религии, психических явлений, спиритуализме и Иисусе Христе. Дойл видел Иисуса, как высочайшего из духовных существ.
В «Жизненно важном послании» автор утверждает, что им в ходе исследований получены логические, зрительные, слуховые и осязательные доказательства продолжения жизни и сохранения нашей личности после смерти физического тела.

«Если бы человек мог видеть, слышать и чувствовать всё это и тем не менее оставаться неубеждённым в реальности незримых разумных сил вокруг себя, то у него были бы веские причины сомневаться в здравии собственной психики. Тот, кто видел, хотя бы смутно, сквозь покров, руки, протянутые ему из загробного мира, и кто касался их, хотя бы слегка, тот действительно победил смерть. Есть нечто более сильное, чем просто вера, и это — знание. Так вот, я утверждаю эти вещи, потому что у меня есть знание о них.

Я не верю, я знаю».— А. Конан Дойль